# Rio Awarua (Southland)
O rio Awarua é um rio de Nova Zelândia. Corre para sul até Awarua Bay, um recuo na margem norte do Milford Sound, em Fiordland.